# Килклон
Килклон (англ. Kilcloon; ирл. Coill Chluana) — деревня в Ирландии, находится в графстве Мит (провинция Ленстер). В деревне располагаются: приход церкви, национальная школа, школа для детей болеющих аутизмом, почтовое отделение, филиал ирландского кредитного союза и паб. Покровителем деревни считается Оливер Планкетт.

## Демография
Население — 281 человек (по переписи 2006 года). В 2002 году население составляло 309 человек. 
Данные переписи 2006 года:
| Общие демографические показатели |               |                               |                               |      |      |
| Всё население                    | Всё население | Изменения населения 2002—2006 | Изменения населения 2002—2006 | 2006 | 2006 |
| 2002                             | 2006          | чел.                          | %                             | муж. | жен. |
| 309                              | 281           | -28                           | -9,1                          | 139  | 142  |